# Rentadores
Rentadores és una pintura sobre taula feta per Joan Roig Soler el 1885 (ca.) i que es troba conservada actualment a la Biblioteca Museu Víctor Balaguer, amb el número de registre 1682 d'ençà que va ingressar el 1956, provinent la col·lecció privada de Lluís Plandiura i Pou.

## Descripció
Al fons part de Camprodon i a primer terme el riu que corre enmig d'un pedriscall on hi ha dones que renten. Amb aquesta obra realitzada vers 1885, Roig i Soler continua una tradició temàtica de la qual es tenen molts exemples en la pintura del segle xix.

## Inscripció
Al quadre es pot llegir la inscripció Roig Soler (inferior esquerre) Al darrere: Joan Roig Soler/1852-1909.